# Zeros fractivirgata
Zeros fractivirgata är en tvåvingeart som först beskrevs av Lamb 1912.  Zeros fractivirgata ingår i släktet Zeros och familjen vattenflugor. Inga underarter finns listade i Catalogue of Life.